# Gorko drvo
Gorko drvo (lat. Picrasma), rod listopadnog drveća iz porodice gorkuničevki. Postoji 12 priznatih vrsta koje rastu po tropskoj Aziji i Srednjoj i Južnoj Americi.

## Vrste
1. Picrasma chinensis P.Y. Chen
2. Picrasma crenata (Vell.) Engl.
3. Picrasma cubensis Radlk. & Urb.
4. Picrasma excelsa (Sw.) Planch.
5. Picrasma javanica Bl.
6. Picrasma longistaminea W.Palacios
7. Picrasma mexicana T. S. Brandegee
8. Picrasma nanophylla Majure & Clase
9. Picrasma pauciflora A.Noa & P.A.González
10. Picrasma quassioides (D. Don) Benn.
11. Picrasma selleana Urb.
12. Picrasma tetramera (Urb.) W.W.Thomas, J.D.Mitch. & A.Noa